# Antagoniste (biochimie)
Pour les articles homonymes, voir Antagoniste (homonymie).

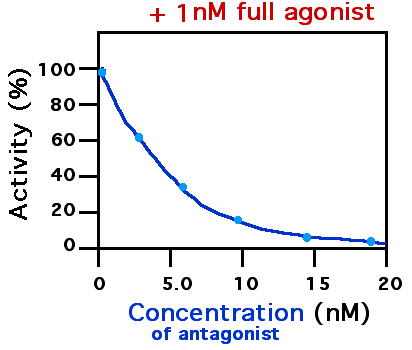
Courbe sur l'effet d'une molécule en fonction de la concentration d'antagoniste

En pharmacologie et en électrophysiologie, un antagoniste est une molécule interagissant avec un récepteur membranaire ou récepteur nucléaire et bloquant ou diminuant l'effet physiologique d'une autre molécule. L'antagoniste ne possédant pas de propriétés sur ce site de fixation (récepteur) empêche la fixation d'un ligand endogène.  
Si ces deux molécules agissent sur le même récepteur cellulaire, on parle d'antagonisme compétitif – la concentration efficace médiane (CE50) sera modifiée mais pas l'effet maximal (Emax). Si l'antagoniste agit sur un autre site de fixation on dira qu'il est non-compétitif (ou « allostérique » ou encore « irréversible ») ; cela aura pour effet de modifier la valeur de l'Emax, mais l'EC50 restera identique. 
Il est utilisé pour bloquer un courant ionique, afin de disséquer[pas clair] le rôle des différents courants.